# La Capilla, Michoacán de Ocampo
La Capilla är en ort i Mexiko.   Den ligger i kommunen Zitácuaro och delstaten Michoacán de Ocampo, i den södra delen av landet, 120 km väster om huvudstaden Mexico City. La Capilla ligger 2 290 meter över havet och antalet invånare är 165.
Terrängen runt La Capilla är kuperad västerut, men österut är den bergig. Runt La Capilla är det tätbefolkat, med 308 invånare per kvadratkilometer. Närmaste större samhälle är Heróica Zitácuaro, 10,2 km sydväst om La Capilla. Omgivningarna runt La Capilla är en mosaik av jordbruksmark och naturlig växtlighet.